# Protopulvinaria pyriformis
Protopulvinaria pyriformis är en insektsart som först beskrevs av Cockerell 1894.  Protopulvinaria pyriformis ingår i släktet Protopulvinaria och familjen skålsköldlöss. Inga underarter finns listade i Catalogue of Life.